# Commelina tricolor
Commelina tricolor är en himmelsblomsväxtart som beskrevs av E.Barnes. Commelina tricolor ingår i släktet himmelsblommor, och familjen himmelsblomsväxter. Inga underarter finns listade.